# Bodonyi Dóra
Bodonyi Dóra (Szarvas, 1993. november 7. –) olimpiai bajnok, világ- és Európa-bajnok kajakozó.

## Sportpályafutása
A 2015-ben a portugáliai Montemor-o-Velho-ban megrendezett ifjúsági és U23-as világbajnokságon 500 méteren aranyérmet szerzett.  Ugyanebben az évben a koppenhágai világkupán szintén aranyérmet szerzett 1000 méteren és 5000 méteren.
2016-ban a moszkvai kajak-kenu Európa-bajnokságon ezüstérmes lett 5000 méteren. A 2017-es világkupán 1000 méteren szerzett aranyérmet Montemor-o-Velho-ban.
A plovdivi világbajnokságon 1000 és 5000 méteren is elsőként ért célba. Az augusztusban a csehországi Račicében rendezett világbajnokságon 5000 méteren lett aranyérmes.
A 2018-as Európa-bajnokságon az 500 méteres női négyessel szerzett aranyérmet, majd a 2018-as világbajnokságon 1000 méteren újabb világbajnoki címet szerzett.
A 2019-es szegedi világbajnokságon női kajaknégyessel 500 méteren és K1 5000 méteren szerezte meg negyedik és ötödik világbajnoki címét. 2019 októberében neve felkerült a Magyar Kajak-Kenu Szövetség örökös bajnokainak falára. A koronavírus-járvány miatt 2021-re halasztott tokiói olimpián kajak kettes 500 méteren bronzérmet szerzett Kozák Danutával, a kajak négyessel olimpiai bajnok lett.

## Díjai, elismerései
- Szolnokért Érdemérem arany fokozata (2021)[15]
- A Magyar Érdemrend tisztikeresztje (2021)[16]

## Családja
Férjével, Hadvina Gergellyel, aki egyben edzője is, 2020 nyarán kötött házasságot.